# سلاحف النينجا II: باك فروم ذا سيويرز
سلاحف النينجا II: باك فروم ذا سيويرز (بالإنجليزية: Teenage Mutant Ninja Turtles II: Back from the Sewers)‏ ، هي لعبة فيديو إلكترونية من نوع منصات، أنتجت شركة كونامي اليابانية سنة 1991م، وتعمل حصرياً لنظام جيم بوي.

## وصلة خارجية
- Teenage Mutant Ninja Turtles II: Back from the Sewers على موبي غيمز